# Sénat de la Grèce continentale occidentale
 (signalé en mai 2025).
Si vous disposez d'ouvrages ou d'articles de référence ou si vous connaissez des sites web de qualité traitant du thème abordé ici, merci de compléter l'article en donnant les références utiles à sa vérifiabilité et en les liant à la section « Notes et références ».
- Archive Wikiwix
- Bing
- Cairn
- DuckDuckGo
- E. Universalis
- Gallica
- Google
- G. Books
- G. News
- G. Scholar
- Persée
- Qwant
- (zh) Baidu
- (ru) Yandex
- (wd) trouver des œuvres sur Wikidata

Le sénat de la Grèce continentale occidentale, en grec moderne : Γερουσία της Δυτικής Χέρσου Ελλάδος, est un régime provisoire qui existait en Grèce centrale occidentale, au début de la guerre d'indépendance grecque. 

## Histoire
La partie occidentale de la Grèce centrale se rebelle contre la domination ottomane au printemps 1821, en même temps que le reste de la Grèce du Sud. Afin d'organiser l'administration de la région, une assemblée doit être convoquée à Vrachóri le 1er octobre, mais elle est finalement reportée du 4 au 9 novembre 1821, à Missolonghi. 
L'assemblée comprend 30 représentants de la région et vote la création d'une charte constitutionnelle (Οργανισμός Δυτικής Χέρσου Ελλάδος) qui prévoit la création d'un Sénat de dix membres pour administrer les affaires de la région jusqu'à ce qu'une administration centralisée pour l'ensemble de la nation soit établie, avec le phanariote Aléxandros Mavrokordátos, qui préside l'assemblée et rédige la majeure partie de la charte, élu comme président.
La charte de la Grèce occidentale est le premier des statuts locaux grecs, suivi par l'Ordre juridique de la Grèce continentale orientale, le 15 novembre, et la charte du Sénat du Péloponnèse le 15 décembre. Le Sénat est dissous lors de la deuxième Assemblée nationale à Ástros, en mars 1823. 